# Bella Dutton
Marie Celine Isabela Dutton, conocida como Bella Dutton o Isabela Dutton de Pons (Los Cayos, Haití, 2 de diciembre de 1899 - Laren, Holanda Septentrional, 22 de mayo de 1982) fue una tenista de nacionalidad británica nacida en Haití instalada con su familia en Barcelona pionera del tenis femenino catalán y cinco veces campeona de España (1926, 1928, 1931, 1932, 1933). Perteneció al Lawn Tennis Club del Turó de Barcelona. Activa en los años 20 y 30 fue también una de las primeras mujeres deportistas en España en poner de moda los pantalones cortos para jugar a tenis a principio de los años 30, adquiridos en sus viajes para jugar en el extranjero. 

## Biografía
Hija de Ernst Louis Dutton y Thérèse Gerdes, nació en Los Cayos, Haití el 2 de diciembre de 1899. Con pocos años se trasladó con su familia primero a Suiza y más tarde a Barcelona. Hablaba francés como primera lengua, inglés y español. En su día tuvo muchos seguidores formando parte de la élite de los circuitos de tenis. Era amiga de los llamados "Mosqueteros franceses" Borotra, Cochet, Brugnong y Lacoste. Finalmente se casó con un español llamado Alejandro Pons. Se separó y trasladó su residencia a Londres trabajando para el diseñador de moda Norman Hartnell siendo entre otras cosas la ajustadora de sombreros de la Reina Madrid y de la entonces Princesa Elizabeth.

### Trayectoria deportiva
Empezó a practicar el tenis en principios de la década de 1920. Tenía otras dos hermanas también tenistas: Monna y Germaine Dutton.
En 1924 la Federación regional publicó la clasificación oficial de tenis de Cataluña el orden en la primera categoría en la que Bella ocupó el quinto lugar después de María Luisa Marnet, Isabel Fonrodona, Rosa Torras y J. de Vizcaya. 
Dos años después, en 1926 ganó su primer campeonato de España en categoría individual venciendo en un ajustado partido a Carola Fabra por  6/8, 6/1, 6/1. Revalidó el título otras cuatro veces en 1928, venciendo a  Mari Cruz López Lerena por 6/3 y 6/1, 1931, 1932, 1933. También fue dos veces campeona de España en dobles con Rosa Torras (1931) y con Mari Cruz López Lerena (1932), con la que también logró tres subcampeonatos  (1928, 1933, 1934). 
En 1933 Bella Duton participó y ganó el campeonato internacional del Club de Puerta de Hierro en Madrid en el que participaron reconocidas tenistas de otros países, entre ellas la alemana Stein. Logró esta victoria fue una semana antes de que revalidara por última vez su título nacional.
También participó en 1934 en la segunda edición de los campeonatos internacionales de Madrid en los que compitieron solo tres españolas: Pepa Chávarri, Isabel "Bely" Maier y Bella Dutton. Bely Maier se impuso en la final a Bella. Ambas habían logrado imponerse a todas sus rivales europeas entre las que estaban: las italianas Ucci Manzutto y Riboli, las francesas Simone Iribarne, Jeanne Peyre de Bayona, además de la francesa de origen ruso Ida Adamoff.
Participó en los torneos de Roland Garros y Wimbledon.

## Introductora del pantalón corto en el tenis femenino español
También en el tenis, al igual que en otros deportes como en hockey o atletismo, en los que se imponía el cambio de vestuario con ropa más cómoda, las telas se fueron acortando y ajustando. En 1921 la célebre tenista francesa Suzanne Lenglen ya había revolucionado el vestuario femenino del tenis utilizando en el Roland Garros y Wimbledon llevaba una falda levemente por debajo por debajo de la rodilla y mostrando los brazos. El efecto Lenglen llevó a empezar a acortarse la falda y buscar soluciones cómodas para el juego. En 1931 por primera vez una mujer vistió falda pantalón para jugar el Roland Garros y Wimbledon, fue la española Lilí Álvarez que vistió un diseño de Elsa Schiaparelli y en 1933 las mujeres fueron autorizadas oficialmente a jugar en shorts, aunque algunas tenistas ya los llevaban anteriormente en algunos clubs. En España Bella Dutton fue una de las primeras tenistas en usarlos. La primera vez que los usó fuera de Barcelona fue en 1933 en el campeonato nacional de España celebrado en el Club de Campo de Madrid y la fotografía de la campeona de España con pantalones cortos (tres o cuatro dedos por encima de la rodilla) circuló profusamente. Poco a poco se fue ampliando su utilización y se consolidó el uso de pantalones cortos en mayo de 1934 en los segundos campeonatos internacionales de Madrid.